# Everhardus Johannes Potgieter
Everhardus Johannes Potgieter (ur. 27 czerwca 1808 w Zwolle, zm. 3 lutego 1875 w Amsterdamie) – holenderski pisarz i poeta.

## Życiorys
Był głębokim romantykiem, który wychwalał XVII-wieczną Holandię. Próbował ustalić nowe standardy oraz rozbudzić nową świadomość w założonym przez siebie w 1837 liberalnym czasopiśmie „De Gids”, walczącym o odnowę literatury w duchu narodowego romantyzmu. Opowiadał się za zwróceniem się ku tradycji tzw. Złotego Wieku. Jednocześnie jako biznesmen twierdził, że ekspansja handlowa jest bardzo ważna dla odrodzenia narodu holenderskiego. Swój początkowy optymizm wyrażał m.in. w powieści Jan, Jannetje en hun jongste kind, alegorii satyrycznej na mentalną inercję ludzi z 1842, a także w dziele Het Rijksmuseum z 1844, będącym hołdem dla XVII-wiecznej Holandii i dla prozy Pietera Corneliszoona Hoofta, którego ta powieść była imitacją. Jego późniejsze dzieła to m.in. zbiór subtelnych i często humorystycznych szkiców Onder weg in den regen z 1864, długi poemat Florence (Florencja) z 1869 i zbiór wierszy De nalatenschap van den landjonker z 1875. Pisał też opowiadania.